# Boa Esperança (Paraná)
Boa Esperança ist ein brasilianisches Munizip im Inneren des Bundesstaats Paraná. Es hat 4.558 Einwohner (2022), die sich Boa-Esperansenser nennen. Seine Fläche beträgt 303 km². Es liegt 532 Meter über dem Meeresspiegel.

## Etymologie
Der erste Name der Stadt war in der Pionierzeit Barreiro do Oeste. Das bedeutet Schlammgrube des Westens und beschrieb, wie sich die Pioniere in der Anfangszeit fühlten. Erst mit der Erhebung zum Munizip im Jahr 1964 bekam der Ort den heutigen Namen Gute Hoffnung. Der Name wurde von der Gemeinde selbst vorgeschlagen und zeugt vom Optimismus der Siedler, die trotz der Schwierigkeiten eine bessere Zukunft erwarteten.

## Geschichte

### Besiedlung
Die Pioniere von Boa Esperança sahen sich in den Anfängen der Rodung des Waldes, der das Gebiet der heutigen Gemeinde bedeckte, mit unzähligen Schwierigkeiten konfrontiert. Das Schlimmste waren jedoch die Verkehrsbedingungen. Es war eine Katastrophe. Während der Regenzeit waren die Straßen unpassierbar. Die ersten namentlich bekannten Familien von Barreiro do Oeste waren Manoel Luíz Cândido, André Bacas, Albino Inácio, Navarro, Antônio Vicente, Joaquim Ribeiro da Silva, Manoel Caldeira, João Pietrowiski, Nasciso Spolodori, Guimarães und Gasparello. 1951 war die Siedlung schon so weit gediehen, dass sie zum Distrikt Barreiro do Oeste erhoben werden konnte.

### Erhebung zum Munizip
Boa Esperança wurde durch das Staatsgesetz Nr. 4844 vom 6. März 1964 aus Janiópolis und Mamborê ausgegliedert und in den Rang eines Munizips erhoben. Es wurde am 14. Dezember 1964 als Munizip installiert.

## Geografie

### Fläche und Lage
Boa Esperança liegt auf dem Terceiro Planalto Paranaense (der Dritten oder Guarapuava-Hochebene von Paraná). Seine Fläche beträgt 303 km². Es liegt auf einer Höhe von 532 Metern.

### Vegetation
Das Biom von Boa Esperança ist Mata Atlântica.

### Klima
Das Klima ist gemäßigt warm. Es werden hohe Niederschlagsmengen verzeichnet (1767 mm pro Jahr). Im Jahresdurchschnitt liegt die Temperatur bei 21,3 °C. Die Klimaklassifikation nach Köppen und Geiger lautet Cfa.

### Gewässer
Boa Esperança liegt im Einzugsgebiet des Rio Piquiri. Entlang der nordöstlichen Grenze fließt der Rio Riozinho, ein linker Nebenfluss des Rio Goioerê, der zum Piquiri fließt. Der Rio Comissário bildet im Südwesten die Grenze zum südlichen Bereich des Munizips Janiópolis.

### Straßen
Boa Esperança ist über die PR-468 im Norden mit der BR-272 bei Janiópolis und im Süden mit der BR-369 verbunden.

### Nachbarmunizipien
|  | Janiópolis                                  | Farol   |
|  | Kompassrose, die auf Nachbargemeinden zeigt | Mamborê |
|  | Juranda                                     |         |

## Stadtverwaltung
Bürgermeister: Joel Celso Buscariol, MDB (2021–2024)
Vizebürgermeister: Jose Carlos da Silva, MDB (2021–2024)

## Demografie

### Bevölkerungsentwicklung
| Jahr | Einwohner | Stadt | Land |
| ---- | --------- | ----- | ---- |
| 1970 | 14.124    | 8 %   | 92 % |
| 1980 | 8.487     | 23 %  | 77 % |
| 1991 | 6.954     | 38 %  | 62 % |
| 2000 | 5.162     | 50 %  | 50 % |
| 2010 | 4.568     | 58 %  | 42 % |
| 2022 | 4.558     |       |      |

Quelle: IBGE, bis 2010: Volkszählungen und Volkszählung 2022

### Ethnische Zusammensetzung
| Gruppe * | 1991    | 2000    | 2010    | wer sich als …                                                                   |
| --- | ------- | ------- | ------- | -------------------------------------------------------------------------------- |
| Weiße | 75,2 %  | 79,2 %  | 61,6 %  | weiß bezeichnet                                                                  |
| Schwarze | 2,3 %   | 4,0 %   | 2,6 %   | schwarz bezeichnet                                                               |
| Gelbe | 0,1 %   | 0,3 %   | 0,1 %   | von fernöstlicher Herkunft wie japanisch, chinesisch, koreanisch etc. bezeichnet |
| Braune | 22,4 %  | 15,6 %  | 35,7 %  | braun oder als Mischung aus mehreren Gruppen bezeichnet                          |
| Indigene | 0,0 %   | 0,7 %   | 0,1 %   | Ureinwohner oder Indio bezeichnet                                                |
| ohne Angabe | 0,0 %   | 0,2 %   | 0,0 %   |                                                                                  |
| Gesamt | 100,0 % | 100,0 % | 100,0 % |                                                                                  |
| *) Das IBGE verwendet für Volkszählungen ausschließlich diese fünf Gruppen. Es verzichtet bewusst auf Erläuterungen. Die Zugehörigkeit wird vom Einwohner selbst festgelegt. |         |         |         |                                                                                  |

Quelle: IBGE (Stand: 1991, 2000 und 2010)

## Wirtschaft

### Kennzahlen
Mit einem Bruttoinlandsprodukt pro Einwohner von 49.048,95 R$ (rund 10.900 €) lag Boa Esperança 2019 an 34. Stelle der 399 Munizipien Paranás.
Sein hoher Index der menschlichen Entwicklung von 0,720 (2010) setzte es auf den 49. Platz der paranaischen Munizipien.